# 圣艾蒂安国立工程师学校
圣艾蒂安国立工程师学校（法語：École nationale d'ingénieurs de Saint-Étienne）是位于法国圣艾蒂安的一所工程师学校，建于1961年。从2021年1月1日起，学校并入里昂中央理工学院。

## 历史
学校始建于1961年并开始机械工程师培养。2016年，学校与里昂中央理工学院结成伙伴关系。

## 国际交流
学校与各国大学都有交流。

## 教学
学校授予以下文凭：
- 机械工程师
- 土木工程师
- 物理工程师